# Take Two (canción)
«Take Two» es una canción de la boy band surcoreana BTS, lanzada como sencillo el 9 de junio de 2023, a través de Big Hit Music. Su lanzamiento es parte de las celebraciones conmemorativas del décimo aniversario de la banda como grupo. La canción fue coescrita por los miembros RM y J-Hope, y producida por Suga.

## Trasfondo
La canción fue anunciada el 31 de mayo de 2023. BTS declaró que la canción muestra su aprecio por ARMY, su base de fans, así como «su deseo de estar siempre juntos» con ellos. El título pretende reflejar «el grupo entrando en su segundo capítulo». La canción presenta las voces de los siete miembros de la banda, a pesar de que Jin y J-Hope cumplían su servicio militar obligatorio en el momento de su lanzamiento.

## Desempeño comercial
«Take Two» debutó en el top del Billboard Global 200 con 60,2 millones de reproducciones y 64.000 descargas vendidas en todo el mundo del 9 al 15 de junio. También debutó en el número 14 en el South Korean Circle Digital Chart, así como en el número 6 en el Billboard Japan Hot 100. 

## Posicionamiento en listas
| Listas (2023)                                       | Mejor posición |
| --------------------------------------------------- | -------------- |
| Australia (ARIA)                                    | 60             |
| Bolivia (Billboard)                                 | 23             |
| Canadá (Canadian Hot 100)                           | 49             |
| Corea del Sur (Circle)                              | 11             |
| Estados Unidos (Billboard Hot 100)                  | 48             |
| Estados Unidos World Digital Song Sales (Billboard) | 1              |
| Filipinas (Billboard)                               | 7              |
| Francia (SNEP)                                      | 168            |
| Global 200 (Billboard)                              | 1              |
| Grecia (IFPI)                                       | 23             |
| Hong Kong (Billboard)                               | 19             |
| Hungría (Single Top 40)                             | 2              |
| India International Singles (IMI)                   | 1              |
| Indonesia (Billboard)                               | 7              |
| Irlanda (IRMA)                                      | 71             |
| Japón (Japan Hot 100)                               | 6              |
| Japan Combined Singles (Oricon)                     | 13             |
| Lituania (AGATA)                                    | 30             |
| Malasia (Billboard)                                 | 9              |
| New Zealand Hot Singles (RMNZ)                      | 4              |
| Perú (Billboard)                                    | 15             |
| Portugal (AFP)                                      | 92             |
| Reino Unido (UK Singles Chart)                      | 59             |
| Singapur (RIAS)                                     | 3              |
| Taiwán (Billboard)                                  | 12             |
| Vietnam (Vietnam Hot 100)                           | 1              |